# Greenwood Meadows F.C.
Greenwood Meadows Football Club là một câu lạc bộ bóng đá Anh đến từ Nottingham. Hiện tại câu lạc bộ đang thi đấu ở East Midlands Counties League và chơi trên sân nhà Lenton Lane.

## Lịch sử
Câu lạc bộ được thành lập với tên gọi Greenwood and Meadows Albion năm 1987. Họ thi đấu ở Nottinghamshire Senior League đến năm 1997 rồi gia nhập Premier Division của Central Midlands League. Mùa giải 2000–01 đội bóng kết thúc ở vị trí thứ 2 và được thăng hạng Supreme Division, thi đấu cho đến khi trở thành đội bóng sáng lập của giải đấu East Midlands Counties League mùa giải 2008–09.

## Danh hiệu
- Central Midlands League Premier Division[2]
  - Á quân 2000–01

## Kỉ lục
- FA Cup[2]
  - Vòng Tiền sơ loại 2009–10, 2010–11, 2011–12
- FA Vase
  - Vòng 1 2010–11, 2011–12